# Tunel Honningsvåg

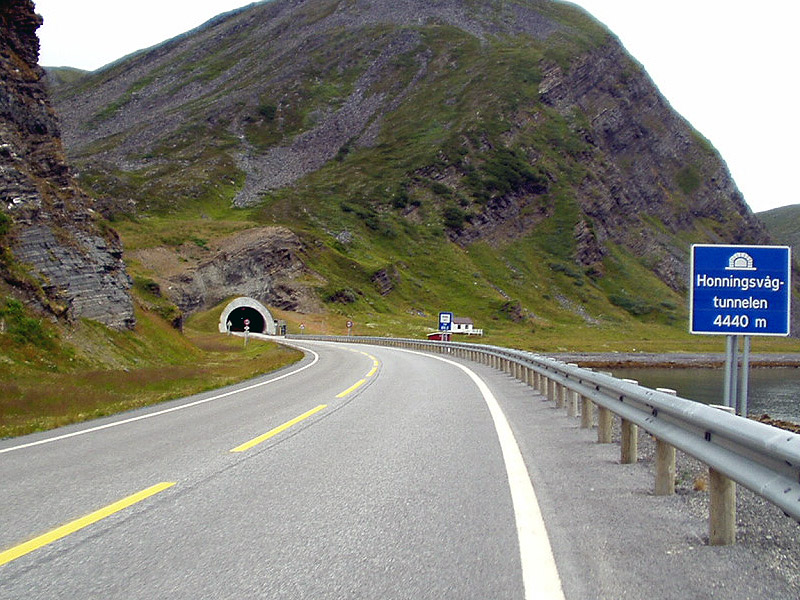
Wlot do tunelu

Tunel Honningsvåg (no: Honningsvågtunnelen) - tunel drogowy na wyspie Magerøya, w regionie Finnmark, w Norwegii.
Znajduje się nieco na północ od tunelu Nordkapp i jest częścią europejskiej trasy E69. Ma długość 4443 metrów. Został oficjalnie otwarty w 1999 roku w tym samym czasie co Tunel Nordkapp. Tunel przebiega przez góry w pobliżu miasta Honningsvåg. Jest to najbardziej na północ wysunięty publiczny tunel drogowy świata.